# 海怪龍屬
海怪龍屬是種肉食性海生爬行動物，屬於滄龍科，生存於紐西蘭、日本、南極洲。海怪龍是海王龍、海諾龍的近親。
屬名是指毛利人傳說中的海怪（Taniwha），以及古希臘文的蜥蜴（σαυρος/sauros）。

## 種

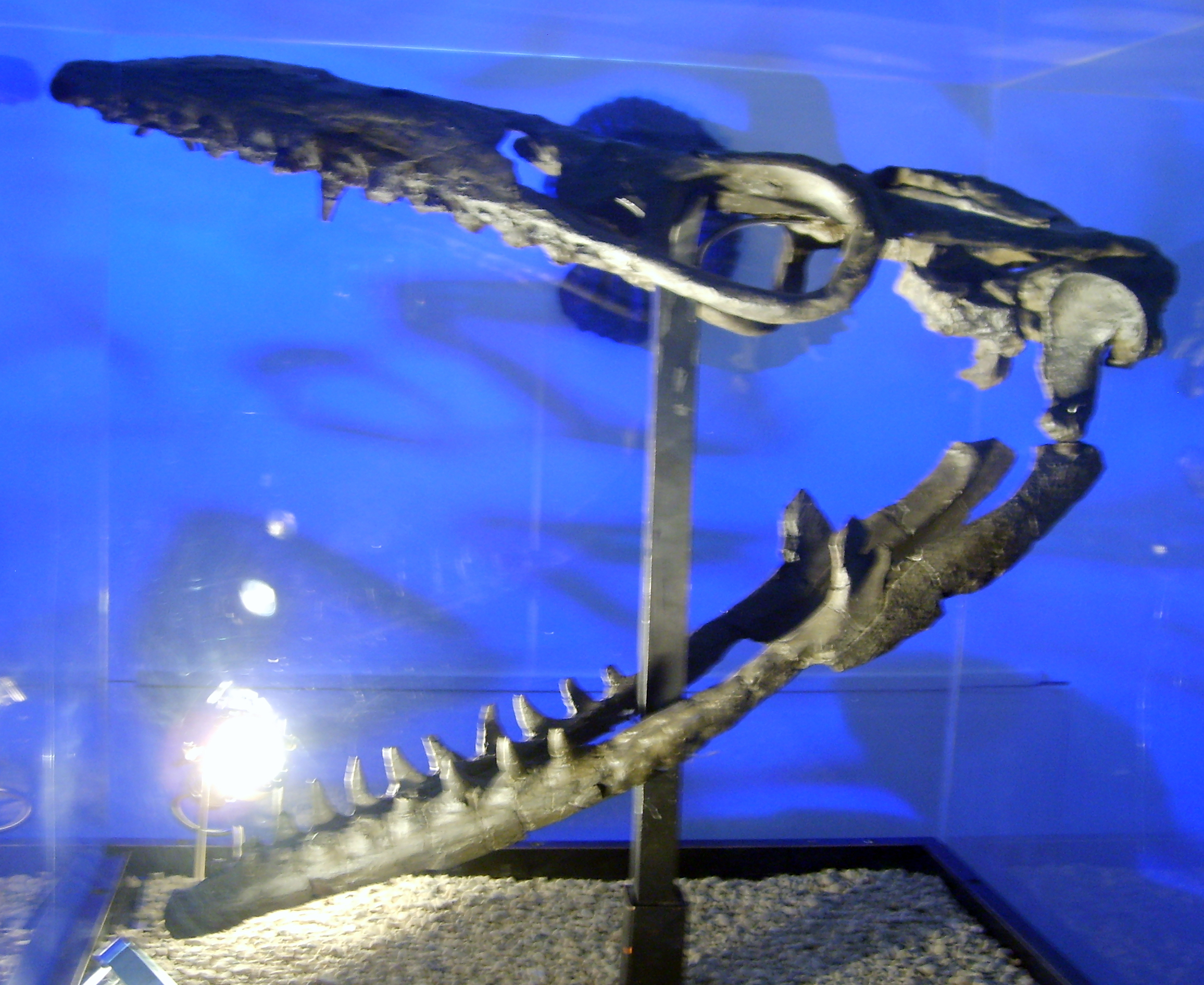
南極海怪龍的頭顱骨

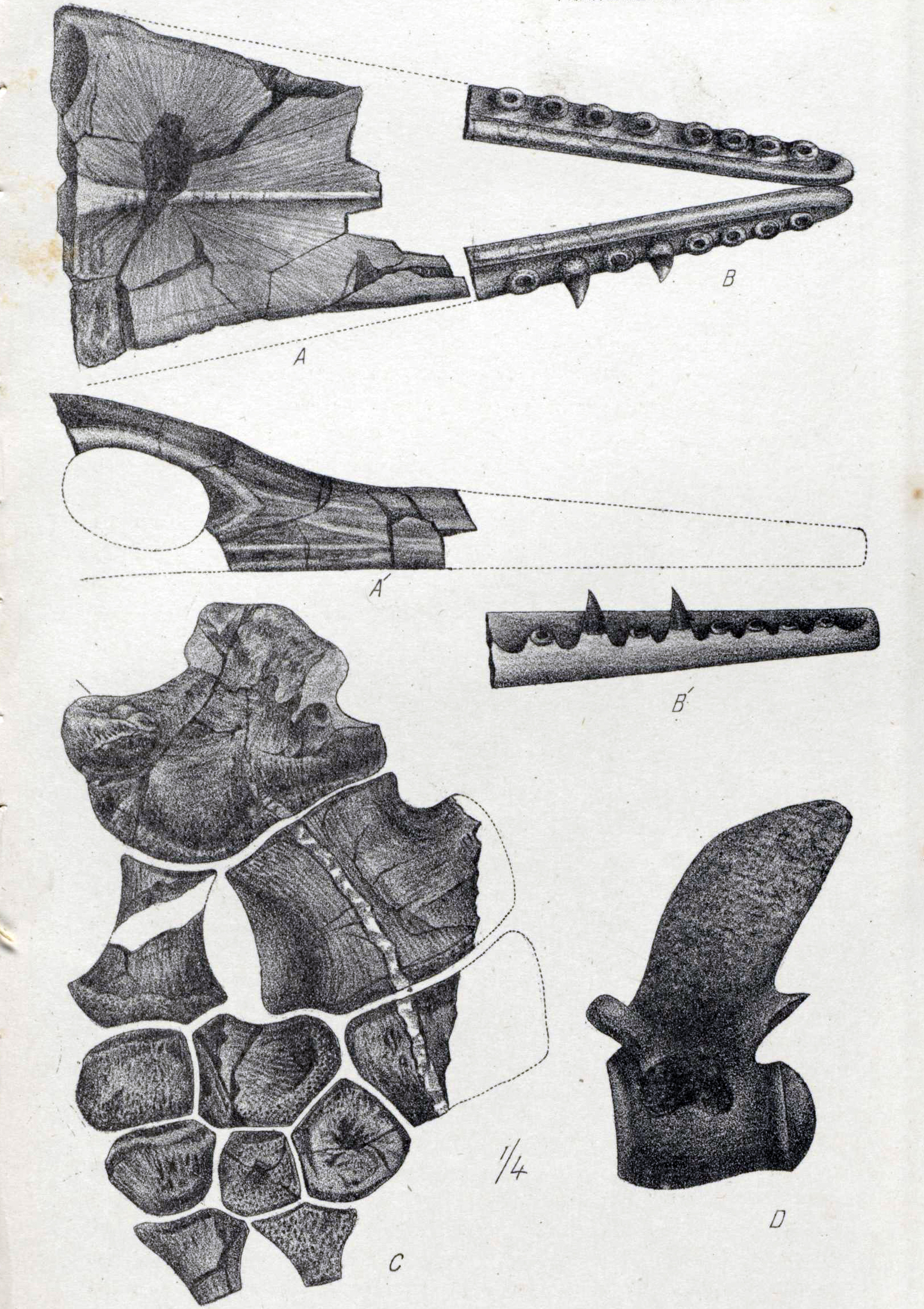
歐氏海怪龍的頭骨與下頜

#### 歐氏海怪龍
最早的化石發現於紐西蘭南島的康威組（Conway Formation），地質年代為坎潘階晚期。在1874年，由Hector命名為歐氏海怪龍（T. oweni），是海怪龍屬的模式種。目前只發現一個化石，身長被估計至少20公尺(來源請求)。歐氏海怪龍可能跟海王龍（Tylosaurus haumuriensis）是相同物種，後者較晚被命名，僅發現頜部前段。

#### 南極海怪龍
2000年一月，古生物學家胡安·曼紐爾·利里奧於南極洲詹姆斯羅斯島雪丘島層伽瑪段發現了十分完整的滄龍類化石，該地層段的地質年代約為晚白堊紀的坎帕期晚期至馬斯垂克期晚期，並且最初被誤認為屬於鄰近的聖塔瑪爾塔組。該化石隨後被命名為Lakumasaurus antarcticus。在2007年，這個化石被重新研究，Lakumasaurus被發現是海怪龍的次異名。隔年，被重新命名為南極海怪龍（T. antarcticus）。

#### 三笠海怪龍
蝦夷龍（"Yezosaurus"）是種未被正式命名的史前爬行動物，是在1977年被非正式提及，化石發現於北海道三笠市。最初被認為是種獸腳亞目恐龍，之後被發現是種海生爬行動物，可能屬於滄龍科或魚龍類。直到2008年，才被正式研究，被列為海怪龍的一種，三笠海怪龍（T. mikasaensis）。